# Тодор Върбанов
Тодор Върбанов, известен с псевдонима Върбан, е български певец, музикант и композитор.

## Биография
Тодор Върбанов (Върбан – псевдоним, даден му от негови колеги) е роден на 6 октомври 1957 г. в плевенското село Татари. Върбан пее в множество известни български групи. През 1981 г. става вокалист в оркестър „Синьо-белите“ на Емил Димитров. В края на 1982 г. напуска „Синьо-белите“ и става клавирист и вокал в група „Импулс“. Освен него там основен вокал е и Веселин Маринов. В средата на 1983 г. се премества в рок група „Спринт“, където солисти са Вили Кавалджиев и Росица Ганева. В края на 1983 г. трима от четиримата членове на „Спринт“ напускат и основават група „Спринт Експрес“. Сред тях са Върбан, Илиян Боов и Валентин Колчев. Групата просъществува три месеца – до март 1984 година, когато Митко Щерев предлага на Върбан да се присъедини към група „Диана Експрес“. С групата остава до разпадането ѝ през 1985 г. През 1986 г. Върбан и Васил Василев – Дъмпера са дуетът „Сладко и горчиво“, който просъществува само една година. Записват няколко песни, от които хит става песента „Кой е крив, кой е прав“ (м. Стефан Димитров, ар. Александър Кипров и т. Стефан Широков, който е и импресарио на дуета). Популярна е и песента „Ще боли“ на композитора Васил Папазов по текст на Петър Москов.
След разпадането на дуета Дъмпера и Върбан продължават да си сътрудничат, но всеки един реализира различни проекти.
В периода 1989 – 1990 г. Върбан създава студийна група „Сладко и горчиво“ в състав: Тодор Върбанов – вокал, Йонко Попов, Сава Лавсов и Филип Папанчев. Записват песните „Ако тебе те няма“, „Самота“ (м. Йонко Попов, т. Димитър Керелезов, ар. „Сладко и горчиво“) и „Тази нощ“, които звучат по единственото по онова време радио.
През месец май 2011 г. „Сладко и горчиво“ става трио: Върбан, дъщеря му Полина Петрова и Дъмпера. Музиката, която създават, е авторска, в стил поп и мелоди рок.
От 2015 г. Върбан и Полина Петрова са водещи на предаването за българска музика „Сладко и горчиво“ по телевизия „Евроком“.
Хитът „Миг като вечност“ е най-известната и разпознаваема песен на Тодор Върбанов.

## Дискография

### Студийни албуми

#### Албуми с „Диана Експрес“
- „Диана Експрес 5“ (1985)

#### Самостоятелни албуми
- „Тодор Върбанов“ (1988)
- „Стари градски песни“ (1994)
- „Миг като вечност“ (1995)
- „Незабравими песни за маса“ (1998) – стари градски песни в пет части
- „От душа за душата“ (2000) – дуетен албум с Христина Ботева
- „Още те обичам“ (2006)
- „Да обичаш и да мразиш в миг като вечност“ (2009)